# Shahid Bagheri (C110-4)
O Shahid Bagheri é um porta-drones / helicópteros recentemente entregue à Marinha da Corpo de Guardas da Revolução Islâmica.
Foi nomeado em homenagem ao Shahid (em português: mártir) Bahman Bagheri, um comandante do Corpo de Guardas da Revolução Islâmica que morreu em Pathak, Iraque, no decorrer da Guerra Irã-Iraque.

## Descrição
O Shahib Bagheri consiste em um cargueiro, anteriormente designado de Perarin, do qual sofreu um processo de transformação para porta-drones / helicópteros entre 2022 a 2024.
Na totalidade, mede 240 metros de comprimento e possui um deslocamento por volta das 41 978 toneladas.
É propulsionado por um motor MAN B&W Type 8 S70 MC-C a diesel capaz de promover uma velocidade de 20 nós e um alcance de 20 000 milhas náuticas.

### Especificações aeronavais
Emprega um convés de voo com uma pista diagonal com 180 metros de comprimento, da qual foi necessário expandir o convés original a bombordo. Para auxiliar na decolagem, emprega uma rampa ski-jump situada na proa.
O seu poder aéreo é composto por dois helicópteros e ainda vários esquadrões de veículos aéreos não tripulados, dos quais incluem os Ababil-3, Mohajer-6 e os turbofan furtivos Qaher-313 versão não tripulada, dos quais receberam destaque em um vídeo partilhado pela mídia iraniana, onde realizaram a decolagem e, em seguida, aterragem a uma distância curta. Não foram avistados quaisquer sistemas de cabos de desaceleração no vídeo.

### Armamentos
De acordo com o Corpo de Guardas da Revolução Islâmica, o navio emprega sistemas de defesa aérea de curto-médio e ainda mísseis de cruzeiro e veículos subaquáticos guiados para defender contra possíveis ameaças em alto-mar.